# Faradja
Faradja là một chi nhện trong họ Araneidae.